# (500075) 2011 WU67
(500075) 2011 WU67 es un asteroide perteneciente al cinturón de asteroides, descubierto el 17 de noviembre de 2011 por el equipo del Spacewatch desde el Observatorio Nacional de Kitt Peak, Arizona, Estados Unidos.

## Designación y nombre
Designado provisionalmente como 2011 WU67.

## Características orbitales
2011 WU67 está situado a una distancia media del Sol de 2,241 ua, pudiendo alejarse hasta 2,472 ua y acercarse hasta 2,010 ua. Su excentricidad es 0,103 y la inclinación orbital 3,671 grados. Emplea 1225,66 días en completar una órbita alrededor del Sol.

## Características físicas
La magnitud absoluta de 2011 WU67 es 18,5.